# Patrick Galliano
Pour les articles homonymes, voir Galliano.
Patrick Galliano, né en 1953, est un scénariste de bande dessinée et scénariste pour la télévision française.

## Biographie
Galliano a enseigné l'écriture pour le dessin animé au CFT des Gobelins.

## Télévision
Patrick Galliano a scénarisé pour la télévision de nombreuses séries télévisées d'animation parmi lesquelles Ivanhoé, Arsène Lupin, Fantômette, Tom et Sheenah, Belphégor, Allô la Terre ici les Martin, Spirou, Iznogoud, Titeuf
- Il est le créateur et un des scénaristes de la série télévisée d'animation franco-canadienne Les Enfants du feu (2001)
- Les Babalous, série télévisée d'animation franco-canadienne (1996)
- Les Enquêtes de Prudence Petitpas, série télévisée d'animation franco-belge adaptée de la bande dessinée de Maurice Maréchal
- Tom et Sheenah
- Les Fils de Rome
- Les Boulis

## Scénarios de bande dessinée

### Séries
Neferites, scénario de Sylviane Corgiat et Patrick Galliano, dessins de ChrisCross
1. L’Embaumeur, Les Humanoïdes associés coll. « Dédales », 2006

Stellaire, scénario de Sylviane Corgiat et Patrick Galliano, dessins de Christelle Pécout et Alberto Ponticelli, Les Humanoïdes Associés
1. L'Appel des dieux, 2004

Horlemonde, scénario de Patrick Galliano et Roland Wagner, adaptée du roman éponyme de Gilles Thomas, dessins de Cédric Peyravernay (tome 1) et  Bazal (tome 2), Les Humanoïdes Associés
1. Les Voies d’Almagiel (2008)
2. Les Hydres d’Argolide (2013)

Roxalane, scénario de Patrick Galliano, dessins de Boro Pavlovic, couleurs de Nadine Voillat, Les Humanoïdes Associés, coll. « Eldorado ». Une intégrale est parue en 2003.
1. Roxalane (1988)
2. Les quatre chevaliers de pierre (1989)
3. Alizarine la Rouge (1990)
4. Les Portes d'Onyx (1991)

Le voleur de Proxima, scénario de Patrick Galliano, dessins de Rolland Barthélémy, couleurs de Scarlett, Les Humanoïdes Associés
1. L'équilibre sacré (1992)
2. Vulcania (1993)

La série reparaît sous le titre Lothario Grimm aux Humanoïdes Associés : dessins de Rolland Barthélémy pour les trois premiers tomes puis Fabio Mantovani pour le tome 4.
1. Le château de la sagesse (2002)
2. Le vortex de feu (2003)
3. La prison de Nacre (2003)
4. La citadelle de plumes (2006)

- Deux albums collectifs de la série Fripons parue chez Les Humanoïdes Associés :
  - Noëls Fripons (1990)
  - Transports fripons (1992)

Touna Mara, scénario de Patrick Galliano, dessins de Mario Milano, Les Humanoïdes Associés
1. Mémoire de pierre (2008)
2. L'Or des Scythes (2009)

 La compagnie des ténèbres, scénario de Patrick Galliano, dessins de Mario Milano, Glénat coll. « Grafica »
1. Joseph Adams (2010)

Alex Lechat, bande dessinée fantastique, scénario de Patrick Galliano, dessins d'Yves Beaujard du 7 janvier 1986 au 22 septembre 1987, remplacé par Dominique Hé de 1989 à 1991 pour Le Journal de Mickey.

### One-shots
- Ciao Jessica, scénario de Patrick Galliano, dessins de Laurent Theureau, Les Humanoïdes Associés (1988)